# Mesteacăn (okręg Satu Mare)
Mesteacăn – wieś w Rumunii, w okręgu Satu Mare, w gminie Halmeu. W 2011 roku liczyła 582 mieszkańców. 